# Сарново (Журомінський повіт)
Сарново (пол. Sarnowo) — село в Польщі, у гміні Кучборк-Осада Журомінського повіту Мазовецького воєводства.
Населення — 202 особи (2011).
У 1975-1998 роках село належало до Цехановського воєводства.

## Демографія
Демографічна структура станом на 31 березня 2011 року:
|          | Загалом | Допрацездатний вік | Працездатний вік | Постпрацездатний вік |
| -------- | ------- | ------------------ | ---------------- | -------------------- |
| Чоловіки | 92      | 18                 | 61               | 13                   |
| Жінки    | 110     | 24                 | 57               | 29                   |
| Разом    | 202     | 42                 | 118              | 42                   |